# یواس‌اس وابش (۱۸۵۵)
یواس‌اس وابش (۱۸۵۵) (به انگلیسی: USS Wabash (1855)) یک کشتی بود. این کشتی در سال ۱۸۵۵ ساخته شد.